# رفائيل نخلة
رفائيل (روفائيل) نخلة (1308 - 1393 هـ / 1890 - 1973 م) هو كاتب و شاعر ، يسوعي.
هو الأب رفائيل بن يوسف نخلة اليسوعي. مولده ووفاته بالقاهرة. من آثاره: «مقالات نقدية على أدبنا المعاصر» و «4 آلاف مثل للوعاظ وأساتذة التعليم المسيحي» و «جولة في آداب العالم» و «غرائب اللغة العربية» و ديوان شعر.